# Coggeria naufragus
Coggeria naufragus är en ödleart som beskrevs av  Couper, Covacevich MARSTERSON och SHEA 1996. Coggeria naufragus är ensam i släktet Coggeria som ingår i familjen skinkar. Inga underarter finns listade i Catalogue of Life. Släktnamnet hedrar den australiska zoologen Harold Cogger. Artepitet är latin för skeppsvrak.
Coggeria naufragus har en smal och långsträckt kropp, rörliga nedre ögonlock, en spetsig nos, mjuka fjäll och ungefär 40 tänder. Ovansidan har en ljusbrun grundfärg. På flera fjällen förekommer svarta punkter som bildar linjer. Den gråa undersidan är avgränsad med ett brett svart band. På buken finns flera svarta fläckar.
Arten förekommer endemisk på Fraserön öster om Queensland i Australien. Den vistas i öppna skogar som saknar undervegetation.
För beståndet är inga hot kända. Hela populationen anses vara stabil. IUCN listar arten som livskraftig (LC).